# Bertricourt
Bertricourt es una comuna francesa, situada en el departamento de Aisne, de la región de Alta Francia.

## Demografía
| 59 | 52 | 55 | 59 | 66 | 70 | 141 | 173 |
| Para los censos de 1962 a 1999 la población legal corresponde a la población sin duplicidades (Fuente: INSEE [Consultar]) |    |    |    |    |    |     |     |